# Vincent Baestaens
Vincent Baestaens (* 18. Juni 1989 in Bonheiden) ist ein ehemaliger belgischer Cyclocrossfahrer.

## Sportlicher Werdegang
Vincent Baestaens gewann 2006 in der Juniorenklasse die Provinzialmeisterschaft der Provinz Vlaams-Brabant. Außerdem gewann er den Weltcup in Kalmthout und die beiden Superprestige-Rennen in Gieten und Hamme-Zogge. Bei der Europameisterschaft in Huijbergen gewann er die Goldmedaille bei den Junioren. Im nächsten Jahr gewann er den Internationalen Sluitingsprijs in Oostmalle. Von 2007 bis 2010 fuhr Baestaens für das belgische Fidea Cycling Team. 2009 wurde er belgischer U23-Meister. 2010/2011, in seiner letzten U23-Saison, gewann er zwei Weltcup-Rennen und zwei Rennen der Superprestige.
Nach dem Wechsel in die Elite konnte er sich bei den wichtigen Rennserien nicht etablieren. Erfolge erzielte er jedoch regelmäßig bei kleineren Rennen der Kategorie C1 und C2, zuletzt vorrangig in den Vereinigten Staaten.
Bei regelmäßigen Ausflügen auf die Straße in der Sommersaison erzielte er keine zählbaren Erfolge, beste Ergebnisse waren drei dritte Etappenplätze bei der Tour Alsace 2015 und 2016.
Im Januar 2024 gab Baestaens sein Karriereende bekannt.

## Erfolge
2006/2007
- Europameister (Junioren)

2008/2009
- Azencross, Wuustwezel-Loenhout (U23)
- Belgischer Meister (U23)

2010/2011
- Cyclocross International Aigle, Aigle (U23)
- Superprestige Gavere, Gavere (U23)
- UCI-Weltcup, Koksijde (U23)
- UCI-Weltcup, Kalmthout (U23)
- Superprestige Hoogstraten, Hoogstraten (U23)

2011/2012
- Cyclocross de Villarcayo, Villarcayo

2014/2015
- Cyclocross International Podbrezová, Podbrezová
- Tage des Querfeldeinsports, Ternitz
- Giro d’Italia Cross, Rossano Veneto
- Ciclocross del Ponte, Faè di Oderzo
- Grand-Prix GEBA, Differdange

2018/2019
- ein Rennen TOI-TOI-Cup
- einen Rennen EKZ CrossTour

2019/2020
- ein Rennen TOI-TOI-Cup
- einen Rennen EKZ CrossTour

2021/2022
- fünf Rennen USCX Cyclocross-Serie

2022/2023
- sechs Rennen USCX Cyclocross-Serie

2023/2024
- zwei Rennen USCX Cyclocross-Serie

## Teams
- 2007–2010 Fidea Cycling Team
- 2011 Team KDL Trans-Your Mover (bis 30. April)
- 2011–2013 Landbouwkrediet /  Crelan-Euphony (ab 1. Mai)
- 2014–2015 BKCP-Powerplus